# اورمان (شهرستان باکالینسکی، باشقیرستان)
اورمان (به لاتین: Urman) یک منطقهٔ مسکونی در روسیه است که در باشقیرستان واقع شده‌است.